# ピアニスト

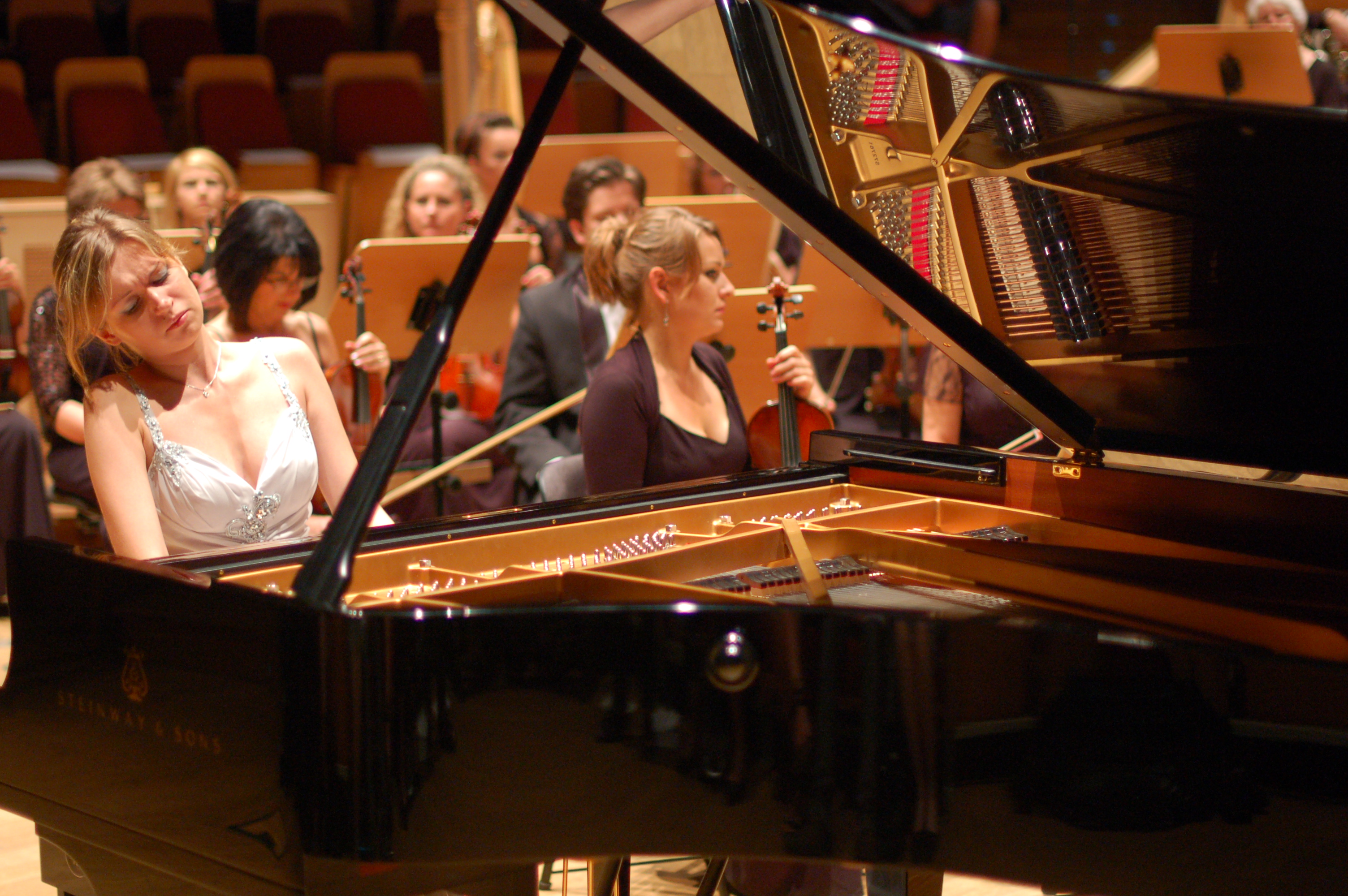
演奏中のピアニスト

ピアニスト（pianist;[pɪˈænɪst]）またはピアノ奏者（ピアノそうしゃ）は、広義にはピアノの演奏を行う人のこと、狭義には職業的なピアノ奏者のこと（日本で多く見られる用法）。本記事では狭義、広義のピアニストの両方を解説する。なお、ピアノで伴奏を行う人（伴奏者）のことを、アカンパニスト（accompanist）と呼ぶ場合がある。

## ピアニストの歴史
ピアノの直接の原型となる楽器が登場した時期は17世紀ごろであったといわれる（ピアノの項参照）が、それ以前から鍵盤楽器は作曲家にとって重要な要素のひとつであり、名オルガニスト・チェンバロ奏者であった大バッハ以降、鍵盤楽器奏者と作曲家を兼ねた人物は多い。著名な作曲家では、モーツァルト、ベートーベン、ショパン、リスト、ラフマニノフなどがその例である。
職業的なピアニストの成立としては、フランツ・リストやフレデリック・ショパンを嚆矢とすることが多い。彼らはすぐれた作曲家であり、カリスマ的な人気を誇った演奏家であった他に、多くの弟子を育成し、その後の奏法や教授法に影響を与えた人物でもある。現在でもピアニストの影響関係の系譜をたどってゆくと、リストかショパンにたどり着くことが多い。

## ピアニストの種類
職業的ピアニストとは、もっとも厳密な意味では、ピアノの演奏やピアノ教育などを主たる職業としている者、それによって生活の資を得ている者を指す。ピアノのソリストや伴奏ピアニスト、さらには各種の音楽学校においてピアノ奏法の教授を主として活動している教育家兼ピアニストなども含まれる。クラシック、ジャズなどのジャンルが比較的数が多いが、ポップスや他の新しいジャンルのピアニストも存在する。 ピアノの演奏を通して演奏会や録音などさまざまな音楽活動を行っているが、いずれも再現芸術としての演奏に力点が置かれているところに特徴がある。

### 職業的なピアニストになるまで
現在ではクラシックの世界の職業的ピアニストの大半は、幼年期からさまざまな音楽教育を受け、ピアノの演奏に親しみ、長じて音楽学校などに通いながら演奏技術を高め、10代から20代の時期に各地のピアノ・コンクールに出場して地歩を築いてゆく。特にクラシックの場合、競争は激烈で、真の意味での「世界的ピアニスト」の座につくのは、それを希望する者のごく一部分でしかない。また、そのなかで歴史に名をとどめる名ピアニストとなると、数はいっそう少なくなる。

### ピアノ教育を行うピアニスト
上述の演奏家はほんの少数、ごく一部であり、音楽学校や音楽大学を卒業し、初期のピアノ教育や音楽教育を行う職業的ピアニストのほうがはるかに多数存在する。また、ピアノの技術を活かして初等・中等教育の音楽教師となる人も多数存在する。

### 芸能人ピアニスト
演奏活動に基をおき活動するピアニストだけではなく、他分野で活動をする者がプロのピアニストとしてコンサートを開く場合もある。
ピティナ・ピアノコンペティションや全日本学生音楽コンクールなどで数々の受賞をしている森保まどか (HKT48) や入江麻衣子（声優）、音楽大学出身である生田絵梨花（乃木坂46）、松井咲子 (AKB48) 、小林萌花 (アイドル)、コンサート活動などを行う松下奈緒（女優）、現在もコンクールを受けているまとばゆう（芸人）など、多岐にわたる。

### アマチュアのピアニスト
以上のほかに、pianistという英語の原義どおり、「ピアノを弾く人（弾ける人）」としてのピアニストは各地に存在する。純粋に趣味として演奏する者は多く、中には趣味が高じてセミプロとして演奏する者もいる。

## ピアニストの悩み・問題点
鍵盤のサイズやピアノ全体のサイズ・構造の影響で、奏者は掌が大い方が比較的有利なので、掌が小さい場合は悩まされることも多々ある。
腱鞘炎、手根管症候群、フォーカル・ジストニアはピアニストには３大疾病と言われている。

## 現代の著名なピアニスト

### クラシック音楽
五十音順。クラシック音楽の演奏家一覧#ピアノ奏者も参照。

#### 日本（ピアニスト）
あ行
- 青柳いづみこ
- 青柳晋
- 青島広志
- 赤松林太郎
- 浅倉大介
- 安達朋博
- 有賀和子
- 有森直樹
- 有森博
- 井口秋子
- 井口基成
- 石井永子
- 石岡久乃
- 市田儀一郎
- 伊藤京子
- 伊藤憲孝
- 伊藤恵
- 伊藤康英
- 伊藤夢里子
- 稲葉瑠奈
- 井上郷子
- 井上園子
- 井上直幸
- 井上二葉
- 井下洋子
- 今岡淑子
- 今川裕代
- 今田篤
- 入江麻衣子（声優）
- 岩崎淑
- 上杉春雄
- 上田和子
- 植田伸子
- 上原彩子
- 上原ひろみ（ジャズピアニスト）
- 牛田智大
- 碓井俊樹
- 内田光子
- 梅田智也
- 瓜生繁子
- 江嶋真有
- 江戸京子
- 江波有紀
- 榎本潤
- 海老彰子
- 江村夏樹
- 遠藤郁子
- 及川浩治
- 大井和郎
- 大井浩明
- 大崎結真
- 太田糸音
- 大林武司
- 大平勉
- 大村典子
- 岡田博美
- 岡田将
- 岡谷かおり
- 岡原慎也
- 岡本麻子
- 小川典子
- 奥田弦
- 小曽根真
- 尾西秀勝
- 小原孝

か行
- 梯剛之
- 片岡みどり
- 片田愛理
- 金澤攝
- 金子三勇士
- 加羽沢美濃
- 神谷郁代
- 亀井聖矢
- 辛島輝治
- 河合優子
- 河内仁志
- 河江優
- 川島基
- 川畑伊知郎
- 河村尚子
- 川村文雄
- 神戸絢
- 菊池洋子
- 木原奈津子
- 木村綾子
- 清塚信也
- 久野久
- 神代麻子
- 熊本マリ
- 久米大作
- 倉本裕基
- 黒木雪音
- 幸田延
- 高野耀子
- 児嶋顕一郎
- 小菅優
- 児玉麻里
- 児玉桃
- 小林愛実
- 小林亜矢乃
- 小林仁
- 小林萌花（アイドル）
- 小林道夫
- 小山実稚恵
- 近藤由貴
- 近藤嘉宏

さ行
- 斎藤雅広
- 阪田知樹
- 坂本彩
- 座光寺公明
- 佐々木京子
- 佐々木祐子
- 佐藤ひでこ
- 佐藤美香
- 佐藤礼央
- 猿田泰寛
- 沢田蒼梧
- 澤田柳吉
- 實川風
- 島谷恵介
- 清水和音
- 白神典子
- 菅佐知子
- 菅野雅紀
- 杉谷昭子
- 鈴木愛美
- 角野隼斗
- 関孝弘
- 関野直樹
- 関本昌平
- 瀬田敦子
- 園田高弘
- 反田恭平

た行
- 高木早苗
- 高木東六
- 高田匡隆
- 鷹羽弘晃
- 高橋アキ
- 高橋多佳子
- 高橋悠治
- 内匠慧
- 竹村浄子
- 田崎悦子
- 田代美佳
- 田隅靖子
- 舘野泉
- 田中希代子
- 田中敬子
- 田辺誠
- 田辺緑
- 谷池重紬子
- 谷本聡子
- 田部京子
- 田村響
- 月野そら
- 辻井伸行
- 津嶋啓一
- 土田英介
- 津山祐子
- 鐵百合奈
- 寺嶋陸也
- 土肥泰
- 遠山慶子
- 戸澤正宇
- 鳥羽亜矢子
- 富田珠里
- 外山啓介
- 豊増昇

な行
- 内藤忠勝
- 中川俊郎
- 中桐望
- 中島剛
- 中園理沙
- 長富彩
- 中野亜貴（ジャズピアニスト）
- 永野英樹
- 仲道郁代
- 仲道祐子
- 中村沙希
- 中村姉妹
- 中村紘子
- 中村芙悠子
- 中村由利子
- 奈良希愛
- 奈良場恒美
- 新垣隆
- 西川悟平
- 西本夏生
- 西村由紀江
- 沼田宏行
- 沼野真弓
- 根岸弥生
- 野島稔
- 野平一郎

は行
- 拝田正機
- 萩原麻未
- 花岡千春
- 羽田健太郎
- 羽田裕美
- 原智恵子
- 原田英代
- 樋口あゆ子
- 久元祐子
- 平井元喜
- 平原誠之
- 平間さと子
- 平松悠歩
- HIROSHI
- 広瀬悦子 (ピアニスト)
- 広瀬美紀子
- 福山孝
- 藤井一興
- 藤田晴子
- 藤田真央
- フジ子・ヘミング
- 干野宜大
- 本荘玲子
- 本田聖嗣

ま行
- 前田拓郎
- 真木利一
- 牧野由依
- 松井咲子（アイドル）
- 松浦豊明
- 松尾薫
- 松下奈緒（女優）
- 松本和将
- 松谷翠
- 丸山耕路
- 丸山美由紀
- 三浦謙司
- 三浦友理枝
- 三柴理
- 三舩優子
- 宮川彬良
- 三宅洋一郎
- 宮崎幸夫
- 宮澤むじか
- 宮沢明子
- 宮谷理香
- 務川慧悟
- 村崎和子
- 村松健
- 村元絵美
- 室井摩耶子
- 森本麻衣
- 森矢湖亜姫子
- 森保まどか（アイドル）

や行
- 安川加壽子
- 安田英主
- 安田正昭
- 安並貴史
- 山岸ルツ子
- 山口真広
- 山崎真
- 山崎裕
- 山城徹（ピアノスタジオ）
- 山辺絵理
- 山本貴志
- 横山幸雄
- YOSHIKI
- 吉田友昭
- 吉武優

わ行
- 若林顕
- 和久井冬麦
- 渡辺一世
- 渡辺健二

#### 海外
あ行
- ホーカン・アウストボ
- ユリアンナ・アヴデーエワ
- ヴラディーミル・アシュケナージ
- モニク・アース
- ステファン・アスケナーゼ
- ホアキン・アチューカロ
- エルトン・ジョン
- エマニュエル・アックス
- トーマス・アデス
- アリス・アデール
- ダニエル・アドニ
- アグスティン・アニエヴァス
- ワレリー・アファナシエフ
- ベフゾド・アブドゥライモフ
- マルカンドレ・アムラン
- クラウディオ・アラウ
- マルタ・アルゲリッチ
- ドミトリー・アレクセーエフ
- レイフ・オヴェ・アンスネス
- ゲザ・アンダ
- ピョートル・アンデルジェフスキ
- フィリップ・アントルモン
- アンドレイ・イヴァノヴィチ
- コンスタンチン・イグームノフ
- ユージン・イストミン
- イム・ドンヒョク
- ヴァーシャーリ・タマーシュ
- パウル・ウィトゲンシュタイン
- エリソ・ヴィルサラーゼ
- アナトリー・ヴェデルニコフ
- マルグリット・ウェーバー
- ファニー・ウォーターマン
- アルカーディ・ヴォロドス
- アナトール・ウゴルスキ
- セシル・ウーセ
- ロジャー・ウッドワード
- アレクサンダー・ウニンスキー
- イーゴリ・ウルヤシュ
- フレドリク・ウレーン
- ヤン・エキエル
- アンナ・エシポワ
- パーヴェル・エゴロフ
- ユーリ・エゴロフ
- クリストフ・エッシェンバッハ
- ユリウス・エプシュタイン
- ピエール＝ローラン・エマール
- アンリ・エルツ
- アブデル・ラーマン・エル＝バシャ
- クロード・エルフェ
- ジョン・オグドン
- アリス＝紗良・オット
- ゲルハルト・オピッツ
- ウラディーミル・オフチニコフ
- レフ・オボーリン
- ギャリック・オールソン
- クリスティーナ・オルティーズ
- ヴァルター・オルベルツ
- レオ・オーンスタイン

か行
- アンドレイ・ガヴリーロフ
- アレクサンダー・ガヴリリュク
- カール・バート
- ギャビー・カサドシュ
- ジャン・カサドシュ
- ロベール・カサドシュ
- ジャンルカ・カシオーリ
- アレクサンダー・ガジェヴ
- クリフォード・カーゾン
- シプリアン・カツァリス
- フィリップ・カッサール
- ジュリアス・カッチェン
- ブルーノ・カニーノ
- ノダール・ガブニア
- ウィリアム・カペル
- ビクトリア・カムヒ
- ハンス・カン
- アレクサンドル・カントロフ (ピアニスト)
- テレサ・カレーニョ
- エフゲニー・キーシン
- ヴァルター・ギーゼキング
- ジョン・キムラ・パーカー
- エミール・ギレリス
- コンスタンス・キーン
- グリゴリー・ギンズブルク
- パヴェル・ギントフ
- ヤコブ・ギンペル
- ジェームス・クヴァスト
- ラドスラフ・クヴァピル
- オラシオ・グティエレス
- リチャード・グード
- フランク・グートシュミット
- セルゲイ・クドリャコフ
- エヴァ・クナルダール
- イモージェン・クーパー
- コレット・クラ
- ウラジミール・クライネフ
- ヴァン・クライバーン
- リリー・クラウス
- ゲイリー・グラフマン
- スザンネ・グリュッツマン
- アルフレート・グリュンフェルト
- エレーヌ・グリモー
- ワルター・クリーン
- マリヤ・グリンベルク
- パウル・グルダ
- フリードリヒ・グルダ
- リコ・グルダ
- ヴィレーム・クルツ
- グレン・グールド
- ソフィア・グルャク
- パーシー・グレインジャー
- ベルント・グレムザー
- マルクス・グロー
- レオニード・クロイツァー
- ポール・クロスリー
- フランソワーズ・ド・クロゼー
- ケマル・ゲキチ
- ルーカス・ゲニューシャス
- フョードル・ケーネマン
- アンヌ・ケフェレック
- ブルーノ・レオナルド・ゲルバー
- キリル・ゲルシュタイン
- アルベルト・ゲレーロ
- ルイス・ケントナー
- ヴィルヘルム・ケンプ
- スティーヴン・コヴァセヴィチ
- ハリエット・コーエン
- ギュンター・コーツ
- セケイラ・コスタ
- ゾルターン・コチシュ
- ラルフ・ゴトーニ
- レオポルド・ゴドフスキー
- セルゲイ・コニュス
- レフ・コニュス
- レオニード・コハンスキ
- アレクサンダー・コブリン
- カトリーヌ・コラール
- ジャン＝フィリップ・コラール
- アレクサンドル・ゴリデンヴェイゼル
- アルフレッド・コルトー
- アレクセイ・ゴルラッチ

さ行
- ジュラ・キシュ
- ファジル・サイ
- エミール・フォン・ザウアー
- ヤコフ・ザーク
- ワシリー・サペルニコフ
- エフゲーニ・ザラフィアンツ
- リーズ・ドゥ・ラ・サール
- プニーナ・ザルツマン
- ユリウシュ・ザレンプスキ
- ピエール・サンカン
- スタニスワフ・ジェヴィエツキ
- ズビグニェフ・ジェヴィエツキ
- オルガ・シェプス
- ハワード・シェリー
- アーネスト・シェリング
- ゲザ・ジチー
- アンナ・ステラ・シック
- コンスタンティン・シチェルバコフ
- アンドラーシュ・シフ
- ジョルジュ・シフラ
- マイケル・ジャクソン
- テレンス・ジャッド
- バイロン・ジャニス
- ジェルジ・シャンドール
- イーゴリ・ジューコフ
- マルティン・シュタットフェルト
- ベルンハルト・シュターフェンハーゲン
- ナウム・シュタルクマン
- エドゥアルト・シュトイアーマン
- アルトゥール・シュナーベル
- カール・ウルリッヒ・シュナーベル
- ウワディスワフ・シュピルマン
- アンネローゼ・シュミット
- ジャン＝ジャック　シュミット
- シュテッフェン・シュライエルマッハー
- アイリーン・ジョイス
- リーリャ・ジルベルシュテイン
- ニカ・シロコラッド
- レオ・シロタ
- アレクサンドル・ジロティ
- クリストフ・シロドー
- ニコライ・ズヴェーレフ
- ディミトリス・スグロス
- シャンタル・スティリアニ
- ロナルド・スミス
- ヤン・スメテルリン
- レギナ・スメンジャンカ
- アレクセイ・スルタノフ
- ウィビ・スルヤディ
- カルロ・ゼッキ
- ピーター・ゼルキン
- ルドルフ・ゼルキン
- フセイン・セルメット
- パーヴェル・セレブリャーコフ
- ヴラディーミル・ソフロニツキー
- カイホスルー・シャプルジ・ソラブジ
- グリゴリー・ソコロフ
- マリオン・ソープ
- ソロモン
- ソン・ヨルム

た行
- ベラ・ダヴィドヴィチ
- カール・タウジヒ
- タカーチュ・イェネー
- バリー・ダグラス
- ガブリエル・タッキーノ
- マッシミリアーノ・ダメリーニ
- セルゲイ・タラソフ
- マグダ・タリアフェロ
- セルゲイ・タルノフスキー
- オイゲン・ダルベール
- ミシェル・ダルベルト
- ジャンヌ＝マリー・ダルレ
- アレクサンドル・タロー
- ダン・タイ・ソン
- ディノ・チアーニ
- シューラ・チェルカスキー
- ハリーナ・チェルニー＝ステファンスカ
- アルド・チッコリーニ
- アンジェイ・チャイコフスキ
- ジャン・チャクムル
- ジュリアス・チャロフ
- チャン・ハオチェン
- デイヴィッド・チューダー
- チョ・ソンジン
- ウィンストン・チョイ
- チョン・ミョンフン
- クリスティアン・ツァハリアス
- クリスティアン・ツィマーマン
- ディーター・ツェヒリン
- セルジオ・ティエンポ
- ジェルメーヌ・ティッサン＝ヴァランタン
- ミッシャ・ディヒター
- セドリック・ティベルギアン
- マリア・ティーポ
- ジャン＝イヴ・ティボーデ
- イェルク・デームス
- アルテュール・デ・グレーフ
- ニコライ・デミジェンコ
- フランソワ・デュモン
- ロザリン・テューレック
- フランソワ＝ルネ・デュシャーブル
- ヴェロニカ・トゥリスコ
- ユゼフ・トゥルチンスキ
- ニコライ・トカレフ
- ピーター・ドノホー
- アレクサンドル・トラーゼ
- ダニール・トリフォノフ
- ウラディミール・トロップ

な行
- エリー・ナイ
- レフ・ナウモフ
- イヴ・ナット
- タチアナ・ニコライエワ
- 牛牛
- アイヴァー・ニュートン
- エルヴィン・ニレジハジ
- ゲンリフ・ネイガウス
- スタニスラフ・ネイガウス
- エルダー・ネボルシン
- パスカル・ネミロフスキ
- エドムント・ノイペルト
- ギオマール・ノヴァエス

は行
- ビリージョエル
- ミヒャエル・ナナサコフ
- フェルディナント・バイエル
- エリック・ハイドシェック
- ハロルド・バウアー
- ジョナサン・パウエル
- リシャルト・バクスト
- ドミトリー・バシキーロフ
- エレーナ・バシュキロワ
- ヴェルナー・ハース
- クララ・ハスキル
- ジーナ・バッカウアー
- ヴィルヘルム・バックハウス
- ニコラス・ハッジス
- ジョイス・ハット
- イグナツィ・パデレフスキ
- パウル・バドゥラ＝スコダ
- ヤン・パネンカ
- マイケル・ハーバーマン
- ヴラディーミル・ド・パハマン
- スティーヴン・ハフ
- アダム・ハラシェヴィチ
- カール・ハインリヒ・バルト
- ツィモン・バルト
- ピエール・バルビゼ
- アントニオ・バルボーザ
- ヨゼフ・パーレニーチェク
- シモン・バレル
- ダニエル・バレンボイム
- レスリー・ハワード
- レナード・バーンスタイン
- イルマリ・ハンニカイネン
- アレクサンドル・ピサレフ
- リカルド・ビニェス
- アンリエット・ピュイグ＝ロジェ
- アンジェラ・ヒューイット
- ハンス・フォン・ビューロー
- マリア・ジョアン・ピレシュ
- イディル・ビレット
- フー・ツォン
- セルジオ・フィオレンティーノ
- アニー・フィッシャー
- エドヴィン・フィッシャー
- イシドール・フィリップ
- ルドルフ・フィルクスニー
- ジャック・フェヴリエ
- ウラディーミル・フェルツマン
- アンドール・フォルデス
- イングリット・フジコ・ヘミング
- フェルッチョ・ブゾーニ
- スタニスラフ・ブーニン
- ルドルフ・ブーフビンダー
- レオン・フライシャー
- アレクサンドル・ブライロフスキー
- ジョン・ブラウニング
- ルイ・ブラッサン
- アワダジン・プラット
- サンソン・フランソワ
- ペーター・フランクル
- ユストゥス・フランツ
- フランシス・プランテ
- ヤコフ・フリエール
- アルトゥール・フリードハイム
- カール・フリードベルク
- イグナーツ・フリードマン
- モニク・ド・ラ・ブリュショルリ
- イグナーツ・ブリュル
- ファニー・ブルームフィールド・ツァイスラー
- フェリシア・ブルメンタール
- ネルソン・フレイレ
- アンドレ・プレヴィン
- ミハイル・プレトニョフ
- ラファウ・ブレハッチ
- アルフレート・ブレンデル
- イェフィム・ブロンフマン
- イアン・ペイス
- 白建宇
- エレーナ・ベクマン＝シチェルビナ
- マイラ・ヘス
- バルバラ・ヘッセ＝ブコフスカ
- エゴン・ペトリ
- ニコライ・ペトロフ
- レナード・ペナリオ
- イングリット・ヘブラー
- アンドレアス・ヘフリガー
- マレイ・ペライア
- デイヴィッド・ヘルフゴット
- ボリス・ベルマン
- ラザール・ベルマン
- ヴラド・ペルルミュテール
- ボリス・ベレゾフスキー
- ミシェル・ベロフ
- ヘルベルト・ヘンク
- ハンス・ヘンケマンス
- アドルフ・フォン・ヘンゼルト
- ローランド・ペンティネン
- イーヴォ・ポゴレリチ
- ニコライ・ホジャイノフ
- ヴィクトリア・ポストニコワ
- ヨゼフ・ホフマン
- ヤン・ホラーク
- マウリツィオ・ポリーニ
- レナータ・ボルガッティ
- エリソ・ボルクヴァゼ
- ミェチスワフ・ホルショフスキ
- ダルトン・ボールドウィン
- ホルヘ・ボレット
- ウラディミール・ホロヴィッツ
- マイケル・ポンティ

ま行
- サムエル・マイカパル
- オレグ・マイセンベルク
- ニキタ・マガロフ
- フランティシェク・マクシアーン
- デニス・マツーエフ
- ジョン・マッカルパイン
- ジョルジュ・マティアス
- ジュゼッペ・マリオッティ
- マルクジンスキ
- カール・ミクリ
- アルトゥーロ・ベネデッティ・ミケランジェリ
- ノエル・ミュートン＝ウッド
- ヘイミッシュ・ミルン
- ジェラルド・ムーア
- オッリ・ムストネン
- マクシム・ムルヴィツァ
- マルセル・メイエ
- イリーナ・メジューエワ
- ヴィクトル・メルジャーノフ
- ゾフィー・メンター
- ベンノ・モイセイヴィチ
- モリヤコ・アキコ
- モーリッツ・モシュコフスキ
- ジョゼ・ヴィアナ・ダ・モッタ
- マリアクララ・モネッティ
- マリア・サトミ・ショウジ
- イヴァン・モラヴェッツ
- アンヘリカ・モラレス
- ガブリエラ・モンテーロ

や行
- ペーテル・ヤブロンスキー
- イェネ・ヤンドー
- ゼイネプ・ユチェバシャラン
- マリヤ・ユーディナ
- ジャン・ユボー
- グンナー・ヨハンセン

ら行
- ハンス・ライグラフ
- ギオルギ・ラッザビゼ
- アレクサンドル・ラビノヴィチ
- セルゲイ・ラフマニノフ
- ラベック姉妹
- トーマス・ラルヒャー
- ルース・ラレード
- アリシア・デ・ラローチャ
- ラン・ラン
- デジュー・ラーンキ
- ノエル・リー
- ユンディ・リー
- ヴァレンティーナ・リシッツァ
- ディヌ・リパッティ
- スヴャトスラフ・リヒテル
- コンスタンチン・リフシッツ
- フランチェスコ・リベッタ
- 劉詩昆
- ジェニー・リン
- モーラ・リンパニー
- アントン・ルビンシテイン
- アルトゥール・ルービンシュタイン
- ニコライ・ルビンシテイン
- ジャン＝マルク・ルイサダ
- ジャック・ルヴィエ
- ニコライ・ルガンスキー
- エリック・ル・サージュ
- ミハイル・ルディ
- ラドゥ・ルプー
- イヴォンヌ・ルフェビュール
- ジェームズ・レヴァイン
- エルンスト・レヴィ
- ラザール・レヴィ
- ヨゼフ・レヴィーン
- ロジーナ・レヴィーン
- ミッシャ・レヴィツキ
- ザーラ・レーヴィナ
- エリザーベト・レオンスカヤ
- テオドル・レシェティツキ
- ペーター・レーゼル
- パスカル・ロジェ
- マーティン・ロスコー
- モーリツ・ローゼンタール
- ジェラルド・ロビンス
- イヴォンヌ・ロリオ＝メシアン
- マイケル・ロール
- ルイ・ロルティ
- ヘルムート・ロロフ
- マルグリット・ロン

わ行
- アレクシス・ワイセンベルク
- アール・ワイルド
- アンドレ・ワッツ
- ユジャ・ワン

### 伴奏ピアニスト
あ行
- 大久保三郎

か行
- 加藤千恵
- 川村深雪
- 越谷達之助
- 小柳美奈子

さ行
- 佐々木祐子

た行
- 田中園子
- 谷池重紬子
- 塚田佳男

は行
- 本荘玲子

ま行
- 三浦洋一

や行
- 吉澤京子

### ジャズ・ロック・ポピュラー音楽など
生年代順。
1801年 - 1900年（19世紀）
- スコット・ジョプリン (1868 - 1917)
- デューク・エリントン (1899 - 1974)

1901年 - 1944年（戦前生まれ）
- カウント・ベイシー (1904 - 1984)
- アート・テイタム (1909 - 1956)
- カーメン・キャバレロ (1913 - 1989)
- セロニアス・モンク (1917 - 1982)
- プロフェッサー・ロングヘア (1918 - 1980)
- ハンク・ジョーンズ (1918 - 2010)
- ナット・キング・コール (1919 - 1965)
- ジョージ・シアリング (1919 - 2011)
- エロル・ガーナー (1921 - 1977)
- バド・パウエル (1924 - 1966)
- ジョニー・ピアソン (1925 - 2011)
- オスカー・ピーターソン (1925 - 2007)
- ブルーノ・マルティーノ (1925 - 2000)
- バート・バカラック (1928 - )
- 秋吉敏子 (1929 - )
- ビル・エヴァンス (1929 - 1980)
- レイ・チャールズ (1930 - )
- レイ・ブライアント (1931 - 2011)
- ファッツ・ドミノ (1928 - 2017)
- ジェリー・リー・ルイス (1935 - )
- ローランド・ハナ (1932 - 2002)
- フランシス・レイ (1932 - )
- ヒューイ・"ピアノ"・スミス (1934 - )
- デイヴ・グルーシン (1934 - )
- アート・ネヴィル (1937 - )
- マッコイ・タイナー (1938 - )
- ジョー・サンプル（1939 - 2014）
- ケニー・ドリュー (1938 - 1993)
- 菊地雅章 (1939 - )
- ジェイムズ・ブッカー (1939 - 1983)
- ハービー・ハンコック (1940 - )
- オイゲン・キケロ (1940 - 1997)
- ドクター・ジョン (1940 - )
- チック・コリア (1941 - )
- 佐藤允彦 (1941 - )
- 鈴木宏昌（1940 - 2001）
- 大野雄二（1941 - ）
- 山下洋輔 (1942 - )
- レオン・ラッセル (1942 - )
- フランク・ミルズ (1942 - )
- リチャード・ティー (1943 - 1993)
- ミッシェル・ポルナレフ (1944 - )

1945年 -（戦後生まれ）
- キース・ジャレット (1945 - )
- 本田竹広 (1945 - 2006)
- 深町純（1946 - 2010）
- ビリー・プレストン (1946 - )
- エルトン・ジョン (1947 - )
- 加古隆 (1947 - )
- 高瀬アキ (1948 - )
- ホルヘ・ダルト (1948 - 1987)
- ドナルド・フェイゲン (1948 - )
- ビリー・ジョエル (1949 - )
- ジョージ・ウィンストン (1949 - )
- デイヴィッド・フォスター (1949 - )
- 明田川荘之 (1950 - )
- 久石譲 (1950 - )
- 倉本裕基 (1951 - )
- 河野康弘 (1953 - )
- リチャード・クレイダーマン (1954 - )
- エディ・ジョブソン (1955 - )
- 矢野顕子 (1955 - )
- 袴塚淳 (1955 - )
- 黒田京子 (1957 - )
- 和泉宏隆 (1958 - )
- 国府弘子 (1959 - )
- 木住野佳子 (1960 - )
- クリヤ・マコト (1960 - )
- ダイアナ・クラール (1961 - )
- ジョン・クリアリー (1962 - )
- ブラッドリー・ジョセフ (1965 - )
- 三柴理 (1965 - )
- YOSHIKI (1965 - )
- 大西順子 (1967 - )
- 西村由紀江 (1967 - )
- 望月衛介 (1970 - )
- 酒井由紀子 (1971- )
- 斎藤守也 (1973 - )
- 国分太一 (1974 - )
- ハタヤテツヤ (1975 - )
- 村松崇継 (1978 - )
- 斎藤圭土 (1978 - )
- 上原ひろみ (1979 - )
- デレク・パラヴィチーニ (1979 - )
- 中村天平 (1980 - )
- 成田玲 (1981 - )
- Keiko (Vanilla Mood) (1982 - )
- 高木里代子 (1984 - )
- 松下奈緒 (1985 - )
- 松永貴志 (1986 - )
- 大林武司 (1987 - )
- ゆゆうた (1988 - )
- まらしぃ (1990 - ）
- 藤原聡 (1991 - )
- 藤澤涼架 (1993 - )

本人非公開、または生年不詳
- 紺野紗衣
- 大嵜慶子
- 倉田信雄
- 坂本昌之
- 山中千尋
- マイク・ストーラー（リーバー&ストーラー）
- レ・フレール（デュオ）
- 松居慶子
- ハラミちゃん